# You're the One for Me, Fatty
You're the One for Me, Fatty è un brano del cantante inglese Morrissey.
Secondo singolo tratto dall'album Your Arsenal, il disco venne pubblicato dalla HMV Records in Inghilterra e dalla EMI in Italia il 6 luglio del 1992, raggiungendo la posizione numero 19 della Official Singles Chart.

## Realizzazione
Scritto assieme a Mark Nevin e prodotto da Mick Ronson, il brano, ad una prima lettura, dà l'impressione di una tipica canzone d'amore rivolta ad una persona in sovrappeso mentre, in realtà, il testo è un gioco di parole riferito a Chas Smash, cantante dei Madness ed amico personale di Morrissey.
La copertina ritrae una foto di Morrissey, realizzata da Linder Sterling, all'Aragon Ballroom di Chicago durante il tour promozionale di Kill Uncle, nel 1991. La foto del retro, invece, ritrae una Vespa ed è tratta dal libro Scooter Boys, di Gareth Brown.  Il videoclip promozionale mostra Morrissey e la band che interpretano il brano e immagini di una coppia di fidanzati durante un picnic in un parco. Questo è stato l'ultimo video diretto da Tim Broad per Morrissey, prima della sua tragica morte.

## Tracce
- UK 7"

1. You're the One for Me, Fatty - 2:56
2. Pashernate Love - 2:22

- UK 12" / CDs

1. You're the One for Me, Fatty - 2:56
2. Pashernate Love - 2:22
3. There Speaks a True Friend - 2:19

## Formazione
- Morrissey – voce
- Alain Whyte - chitarra
- Boz Boorer - chitarra
- Gary Day - basso
- Spencer Cobrin - batteria